# Especie
Se denomina especie (del latín species) a la unidad básica de clasificación biológica. Una especie es un conjunto de organismos o poblaciones naturales capaces de entrecruzarse y producir descendencia fértil, aunque —en principio—  no con miembros de poblaciones pertenecientes a otras especies. En muchos casos los individuos que se separan de la población original y se aíslan del resto pueden alcanzar una diferenciación suficiente como para convertirse en una nueva especie, por lo tanto, el aislamiento reproductivo respecto de otras poblaciones es crucial. En definitiva, una especie es un grupo de organismos reproductivamente homogéneo, aunque muy variable a lo largo del tiempo y del espacio.
Mientras que en muchos casos esta definición es adecuada, es a menudo difícil demostrar si dos poblaciones pueden cruzarse y dar descendientes fértiles (por ejemplo, muchos organismos no pueden mantenerse en laboratorio suficiente tiempo). Además, es imposible aplicarla a organismos que no se reproducen sexualmente (como las bacterias) ni a organismos extintos conocidos solo por sus fósiles. En la actualidad suelen aplicarse técnicas moleculares, como las basadas en la semejanza del ADN.
Los nombres comunes de las plantas y los animales corresponden algunas veces con su respectiva especie biológica (por ejemplo, «león», «morsa» y «árbol del alcanfor»), pero con mucha frecuencia no es así: por ejemplo, la palabra pato se refiere a una veintena de especies de diversos géneros, como el pato doméstico. Por ello, para la denominación de las especies se utiliza la nomenclatura binomial, mediante la cual cada especie queda inequívocamente definida con dos palabras —por ejemplo Homo sapiens, la especie humana—. En esta nomenclatura, el primer término corresponde al género: el rango taxonómico superior en el que se pueden agrupar las especies.

## Determinación de los límites
La determinación de los límites de una especie es puramente subjetiva y, por tanto, expuesta a la interpretación personal. Algunos conceptos usuales son antiquísimos, muy anteriores al establecimiento científico de esta categoría taxonómica. Por el contrario, existen otros de límites muy vagos, en los cuales los sistemáticos están en completo desacuerdo. Si las especies fueran inmutables, se podría definir fácilmente cada una de ellas diciendo que es el conjunto de individuos (que fueron, que son y que serán, de no extinguirse) de caracteres cualitativamente idénticos. Una entidad así determinada no es realmente una especie, sino lo que usualmente se llama una línea pura o un clon.
La delimitación de especies afecta directamente a aspectos tan importantes y actuales como la Biología de la conservación, o a campos aplicados como la modelización de distribuciones, de las que se puede obtener información muy valiosa.
El número de especies presentes en algún territorio es una forma de estimar la riqueza, complejidad y aportación al patrimonio natural de sus habitantes.

### Niveles de clasificación
Subdividiendo, se encuentran las siguientes categorías:
- Species (especie)
  - Subspecies (subespecie)
    - Varietas (variedad, raza o etnia)
      - Subvarietas (subvariedad o subraza)
        - Forma
          - Subforma

## Historia del concepto de especie

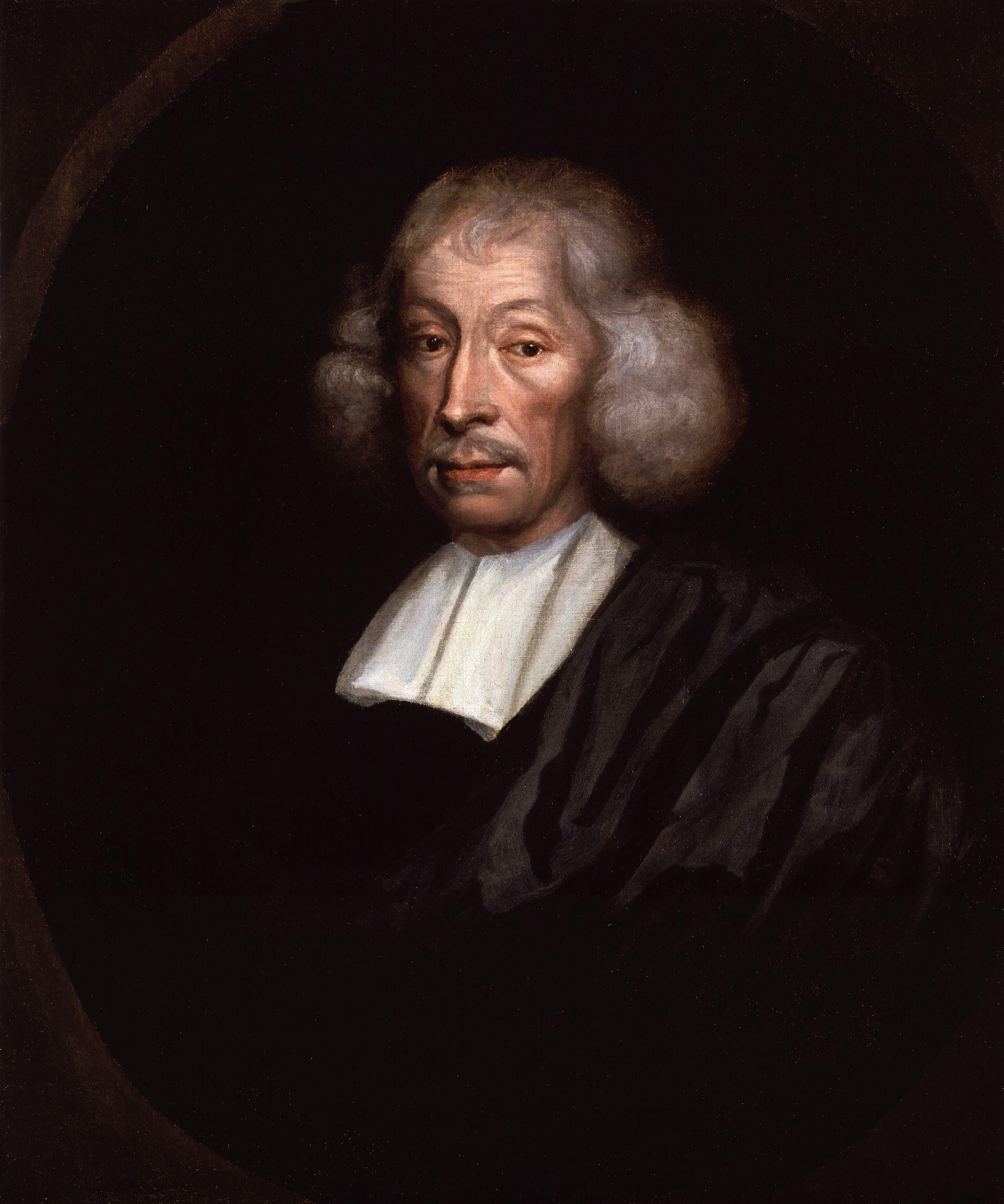
John Ray, un naturalista inglés

El término especie se refiere a tres conceptos distintos, aunque relacionados. El rango especie, que es el nivel más básico de la taxonomía de Linneo; los taxones especie, que son un grupo de organismos descritos y asignados a la categoría especie, y las especies biológicas, que son entes capaces de evolucionar. Respecto a esto, debemos decir que la idea de evolución ya se encontraba en la antigüedad clásica. Anaximandro afirmó que las primeras criaturas habían surgido del agua para pasar a tierra; mientras que Empédocles aseguró que eran partes separadas que, en un momento dado, llegaron a juntarse, lo que nos recuerda la teoría de la simbiogénesis. Cicerón escogió el término latino species, 'aspecto característico, forma', para traducir el término griego ἰδέα (idéa) 'aspecto, apariencia, forma',  relacionado con εῖδος, (eîdos) ‘vista, visión, aspecto’, término platónico cargado de connotaciones dialécticas y lógicas.
Para el biólogo Ernst Mayr, Platón fue "el gran antihéroe del evolucionismo" por causa de su creencia en el Mundo de las ideas. Aristóteles, en cambio, se mantuvo en una posición ambigua: aportó lo que él consideraba "pruebas" de una generación espontánea, pero habló de una "causa final" de toda especie, su entelequia, y rechazó explícitamente la idea de Empédocles que decía que las criaturas vivientes se habrían originado por casualidad. Zenón de Citio, según Cicerón, siguió en esta línea.
De los datos que nos aporta Lucrecio, extraemos que Epicuro se anticipó a la ley de la selección natural. El degradacionista Agustín de Hipona dice, en cambio, que el Génesis debe interpretarse y que no hemos de suponer que Dios creara las especies que vemos ahora con sus imperfecciones. Este hecho y el proceso contra Galileo fue clave, siglos más tarde, para la rápida aceptación por la Iglesia católica de la teoría de la evolución. Durante la Edad Media, en una época de indeterminación fomentada por la inestabilidad política, se confundieron frecuentemente los términos "especie" y "género". Esto podría justificarse con base en el texto de la Vulgata:

Creavitque Deus cete grandia, et omnem animam viventem atque motabilem, quam produxerant aquae in species suas, et omne volatile secundum genus suum [...]. Producat terra animam viventem in genere suo, jumenta, et reptilia, et bestias terrae secundum species suas [...]. Et fecit Deus bestias terrae juxta species suas, et jumenta, et omne reptile terrae in genere suo.
Génesis 1:21, 24, 25

Se dejó abierta la posibilidad de que hubiera especies y géneros no creados por Dios o no descubiertos por el hombre europeo. El nominalismo tuvo sus raíces en el siglo XIV con Guillermo de Ockham. Esta doctrina señalaba que no existía ninguna entidad entre el término y los individuos a los que este se refería, es decir, solo existían los individuos. Según esta doctrina, las especies son fruto de nuestra razón y el concepto especie se utiliza solo con el fin de agruparlos por su parecido y darles un nombre. En pocas palabras, el nominalismo no reconoce a las especies como entidades reales.
Linneo y John Ray, por su parte, afianzaron la idea del carácter discreto y de la posesión de atributos objetivos de las especies que permitían su delimitación; es decir, la realidad de las especies. A partir de la publicación de El origen de las especies de Charles Darwin en 1859, se comenzó a considerar a la especie como un agregado de poblaciones morfológicamente variables y con la capacidad de evolucionar. El concepto aristotélico-linneano fue gradualmente reemplazado por una concepción evolutiva basada en la selección natural y en el aislamiento reproductivo.
John Ray definió a la especie como un grupo de individuos semejantes, con antepasados comunes. Igualmente, expresó que "una especie nunca nace de la semilla de otra especie", es decir, los conejos no nacen de monos, ni las arvejas dan rosas.
A mediados del siglo XX se plantearon dos posturas respecto a las especies: el realismo evolutivo y el nominalismo. El último sostuvo que en la naturaleza solo existen los organismos individuales y, según los taxónomos evolutivos, las especies son entidades reales de la naturaleza y constituyen unidades de evolución. A partir de la década de 1980, se afianzó la postura realista con respecto a las especies biológicas, conjuntamente con el enfoque filogenético de la clasificación.
De acuerdo con Häuser (1987), los atributos generales del concepto especie deben ser universalidad, aplicabilidad práctica y criterio decisivo. La mayoría de los biólogos que se ocupan de la sistemática de plantas y animales usan el CBE en conjunto con la descripción de la morfoespecie (King, 1993).

## Conceptos deespecie
- Especie biológica (de Dobzhansky, 1935[10] y Mayr, 1942[11]). Según este concepto, especie es un grupo (o población) natural de individuos que pueden cruzarse entre sí, pero que están aislados reproductivamente de otros grupos afines. Este es el concepto más ampliamente aceptado y de mayor consenso entre los zoólogos. Asumir una especie como biológica, implica asumir evolutivamente que es una población reproductivamente aislada, por lo que constituye un linaje evolutivo separado, reforzado por una serie de barreras que pueden ser de carácter geográfico o biológico. La especie biológica es libre de seguir su propio curso en respuesta a los procesos genéticos e influencias ambientales que causan los cambios evolutivos. La connotación del concepto lo hace inaplicable a organismos fósiles, aunque lo mejor que se puede hacer en este caso es determinar si los vacíos morfológicos entre especímenes son tan grandes, o más grandes, que aquellos existentes entre especies vivas que están reproductivamente aisladas. Este concepto tiene limitaciones respecto a organismos que se reproducen asexualmente (por apomixia, tipo de partenogénesis), algunas especies de rotíferos (organismos microscópicos), moluscos, artrópodos, vertebrados (algunos peces y lagartijas de los géneros Cnemidophorus y Aspidoscelis, Reeder, 2002) y algunas plantas vasculares. Existen también muchos casos de hibridación en los que se produce descendencia fértil y que permanecen como unidades genéticas y evolutivas independientes. Este caso se da fundamentalmente en plantas vasculares en las que la hibridación es común. Para darnos una idea de qué pasaría si el concepto de especie biológica fuese aplicado a estos casos, debemos indicar que cada individuo debería ser considerado como especie biológica separada.
- Especie evolutiva (de Wiley, 1978).[12] Es un linaje (una secuencia ancestrodescendiente) de poblaciones u organismos que mantienen su identidad de otros linajes y que poseen sus propias tendencias históricas y evolutivas. Este concepto difiere del anterior en que el aislamiento genético actual, más que el potencial, es el criterio para el reconocimiento de esta; y considera que ante la existencia de barreras geográficas o biológicas, el flujo genético será tan bajo que se producirá una divergencia genética (cladogénesis). El concepto de especie evolutiva toma en cuenta que la evolución cladogenética puede ser reticulada. Esto significa que aquellas poblaciones que inicialmente se separaron y que comenzaron a divergir genéticamente, vuelven a juntarse truncando de esta manera el aislamiento y produciendo especies híbridas de las que emerge una nueva población que puede ser reconocida como unidad independiente. A la concepción evolutiva se le han opuesto también diversas objeciones:[13]

1. Solo puede aplicarse a especies monotípicas, de modo que todo aislamiento geográfico debería ser tratado como una especie distinta.
2. No hay criterios empíricos que permitan observar tendencias evolutivas en el registro fósil.
3. La definición evolutiva no resulta práctica en la demarcación de las cronoespecies.

- Especie morfológica.[14] Según este concepto, cada especie es distinguible de sus afines por su morfología. El concepto morfológico de especie ha recibido numerosas críticas.[15] En primer lugar, la definición morfológica no tiene en cuenta propiedades etológicas y ecológicas. En segundo lugar, los caracteres morfológicos no siempre permiten reconocer a una especie: por un lado, existen numerosas especies, especialmente entre los protozoos, que, sin embargo, son morfológicamente muy similares. Son las llamadas especies crípticas o «especies hermanas» (Mayr, 1948); por otro, existen numerosos tipos morfológicos dentro de una misma especie, debido a variación genética individual (especies polimórficas) o al hecho de que pertenecen a distintas categorías biológicas, como la edad o el sexo.
- Especie filogenética (de Cracraft, 1989).[16] Este concepto reconoce como especie a cualquier grupo de organismos en el cual todos los organismos comparten un único carácter derivado o apomórfico (no presente en sus ancestros o afines). Si este concepto fuera utilizado rigurosamente, poblaciones locales aunque ubicadas cercanamente entre sí serían consideradas especies diferentes debido a que cada población puede tener variantes genético-moleculares únicas. La extensión de este concepto es usado para clasificar a las especies como entidades genéticamente similares entre en un porcentaje dado. El concepto Unidades Taxonómicas Operacionales (OTU) se usa para discernir especies por su similitud entre secuencias del ARN ribosomal que contienen todos los organismos vivos o por su similitud en algún carácter morfológico. Por ejemplo, una similitud genética o morfológica mayor al 97% puede ser identificada como una especie.
- Especie ecológica (de Van Valen, 1976).[17] Según este concepto, especie es un linaje (o un conjunto de linajes cercanamente relacionados) que ocupa una zona adaptativa mínimamente diferente en su distribución de aquellas pertenecientes a otros linajes, y que, además, se desarrolla independientemente de todos los linajes establecidos fuera de su área biogeográfica de distribución. En este concepto, la concepción de nicho y exclusión competitiva son importantes para explicar cómo las poblaciones pueden ser dirigidas a determinados ambientes y traer como resultado divergencias genéticas y geográficas fundamentadas en factores eminentemente ecológicos. Al respecto, ha sido ampliamente demostrado que las diferencias entre especies (tanto en forma como en comportamiento) están a menudo relacionadas con diferencias en los recursos ecológicos que la especie explota. El conjunto de recursos y hábitats explotados por los miembros de una especie constituye su nicho ecológico, por lo que, visto de otro modo, especie ecológica es un conjunto de individuos que explotan un solo nicho. Los grados de diferencia, en este sentido, estarán en función del grado de diferencia del nicho o la discontinuidad en el ambiente. Por ejemplo, parásitos emparentados entre sí y cuyo nicho se halla dentro del hospedero (endoparásitos) alcanzarán diferencias entre sí, en función a cuán diferentes son los hospederos en su morfología, hábitos, recursos, etcétera.
- Especie nominalista. Se refiere a una concepción mental aplicada a un grupo de seres vivos; las especies son abstracciones mentales sin realidad objetiva (Mayr, 1969, 1982). Este concepto asume que nuestros hábitos lingüísticos y mecanismos neurológicos predispongan a nuestra mente para "ver" especies (Crisci, 1981). Fue bastante popular en el siglo XVIII en Francia, por ejemplo, en los escritos de Buffon y Lamarck. Sin embargo, los sistemáticos (y los seres humanos en general) simplemente saben que las especies no son construcciones humanas (Mayr & Ashlock, 1991).[18]

## Otras definiciones deespecie
Existen multitud de definiciones de especie:
Linneo: "Contamos tantas especies cuantas formas distintas fueron creadas en el principio" (Linneo, Phylosophya botánica, traducida por Palau, p. 83).
Cuvier: "Especie es el conjunto de los individuos descendientes uno de otro o de padres comunes y de los que se les parecen tanto como aquellos entre sí".
De Candolle: "Especie es la colección de todos los individuos que se parecen más entre sí que a otros; que por fecundación recíproca pueden dar individuos fértiles, y que se reproducen por generación, de tal manera que, por analogía, se les puede suponer a todos procedentes originariamente de un solo individuo".
Le Dantec: "Especie es el conjunto de todos los individuos cualitativamente idénticos que no presentan entre sí, en sus elementos vivos, más que diferencias cuantitativas".
Laumonier: "Todos los individuos fecundos entre sí y cuyos descendientes son también indefinidamente fecundos".

## Nomenclatura
Los nombres de las especies son binominales, es decir, formados por dos palabras, que deben escribirse en un tipo de letra distinto del texto general (usualmente en cursiva; de las dos palabras citadas, la primera corresponde al nombre del género al que pertenece y se escribe siempre con la inicial en mayúscula; la segunda palabra es el epíteto específico o nombre específico y debe escribirse enteramente en minúscula y debe concordar gramaticalmente con el nombre genérico). Así, en Mantis religiosa, Mantis es el nombre genérico, religiosa el nombre específico y el binomio Mantis religiosa designa esta especie de insecto.
En el nombre científico asignado a las especies, el nombre específico nunca debe ir aislado del genérico ya que carece de identidad propia y puede coincidir en especies diferentes. Si se ha citado previamente el nombre completo y no cabe ninguna duda de a qué género se refiere, el nombre del género puede abreviarse a su inicial (M. religiosa).

### Abreviaturas
En los libros y artículos académicos, a veces, no se identifican intencionalmente las especies plenamente y se recurre a utilizar la abreviatura "sp." en singular o "spp." en plural, en lugar del epíteto específico, por ejemplo: Canis sp. La abreviatura plural "spp." se utiliza generalmente para referirse a todas las especies individuales dentro de un género. Para una especie concreta cuyo epíteto específico es desconocido o carece de importancia se utiliza "sp.".
Esto ocurre comúnmente en los siguientes tipos de situaciones:
- Los autores han determinado que el individuo o individuos que están describiendo o citando pertenecen a un género en particular, pero no están seguros a qué especie exacta pertenecen. Esto es particularmente común en paleontología, cuando los restos fósiles disponibles no presentan los caracteres diagnósticos necesarios para determinar la especie o son insuficientes como para definir una nueva.
- Los autores utilizan "spp." como una forma acotada de decir que algo se aplica a muchas especies dentro de un género, pero no quiere decir que se aplica a todas las especies dentro de ese género. Si los científicos se refieren a algo que se aplica a todas las especies dentro de un género, utilizan el nombre del género sin el epíteto específico.

En los libros y artículos, los nombres de géneros y especies generalmente se imprimen en letra cursiva. Las abreviaciones como «sp.», «spp.», «subsp.», etc., no deben estar en cursivas.

## Número estimado de especies conocidas
El número real de especies es muy impreciso y varía notablemente según las fuentes. Algunas estimaciones abarcaban un total de entre 1,5 y 2 millones de especies, aunque un estudio de 2011 aumenta esa cifra hasta una horquilla entre los 7,5 y los 10 millones. Las especies colocadas en la siguiente lista son especies conocidas y existentes actualmente. No se han incluido fósiles (pues se podría añadir gran número, principalmente de artrópodos, invertebrados menores, peces y reptiles).
- Dominio Eukarya 1 980 000
  - Reino animal 1 575 000 Por filos:
    - Porifera 5500
    - Placozoa 1
    - Monoblastozoa 1
    - Dicyemida 70
    - Orthonectida 20
    - Cnidaria 10 000
    - Ctenophora 100
    - Platyhelminthes 20 000
    - Nemertea 900
    - Rotifera 1800
    - Gastrotricha 450
    - Kinorhyncha 150
    - Nematoda 25 000
    - Nematomorpha 320
    - Acanthocephala 1100
    - Entoprocta 150
    - Gnathostomulida 80
    - Priapulida 16
    - Loricifera 10
    - Cycliophora 1
    - Sipuncula 320
    - Echiura 135
    - Annelida 16 500
    - Onychophora 110
    - Tardigrada 800
    - Mollusca 93 195
    - Arthropoda 1 156 000. De los cuales:
      - Insectos 1 037 000. Órdenes mayoritarios:
        - Coleópteros 360.000
        - Himenopteros 200.000

      - Quelicerados 76.000
      - Crustáceos 40.000
      - Miriápodos 2500

    - Phoronida 20
    - Ectoprocta 4500
    - Brachiopoda 335
    - Echinodermata 7000
    - Chaetognatha 100
    - Hemichordata 85
    - Chordata 49.693. De los cuales:
      - Peces 22.000
      - Anfibios 4000
      - Reptiles 6500
      - Aves 9672
      - Mamíferos 4327

  - Reino de las plantas 270.000
    - Angiospermas 240.000
    - Gimnospermas 2500
    - Pteridófitos 12.500
    - Briófitos 15.000

  - Reino hongos 54.000
  - Reino protistas 81.000
    - Algas 33.000
    - Protozoos 35.000
    - Protohongos 13.000
- Procariontes 10.860[20]
  - Dominio bacterias 10.358
  - Dominio arqueas 502

Cada año se describen alrededor de 10 000 nuevas especies, de las cuales, solo una decena son vertebrados, y, estadísticamente, solo 0,4 anuales son mamíferos.
Tamaño relativo de los grandes grupos de animales.
(Fuente de datos animales: Brusca, R. C. & Brusca, G. J. 1990. Invertebrates. Sinauer Associates, Sunderland.)
Reeder T. et al. 2002. Amer. Mus. Novit.